# 1991년 하계 스페셜 올림픽
제8회 하계 스페셜 올림픽 세계 대회는 1991년 7월 19일부터 7월 27일까지 미국 미니애폴리스, 세인트폴에서 열린 스페셜 올림픽이다.